# Comuna Mareanivka, Kuibîșeve
Mareanivka (în ucraineană Мар`янівка) este o comună în raionul Kuibîșeve, regiunea Zaporijjea, Ucraina, formată din satele Mareanivka (reședința), Mîrske și Probudjennea.

## Demografie
Componența lingvistică a comunei Mareanivka
     Ucraineană (82,69%)
     Rusă (16,79%)
     Alte limbi (0,52%)
Conform recensământului din 2001, majoritatea populației comunei Mareanivka era vorbitoare de ucraineană (82,69%), existând în minoritate și vorbitori de rusă (16,79%).